# Espadim (moeda portuguesa)

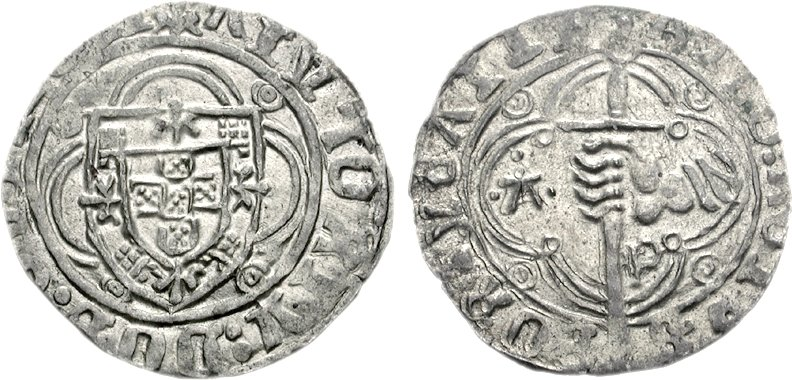
Espadim de prata, 22mm, 1.41 g, 2h, cunhado no Porto.

O espadim ou meio-justo foi uma moeda portuguesa.
Foi cunhada por João II de Portugal a partir de 1489. O cronista e poeta Garcia de Resende refere que foi lavrado em memória da conquista portuguesa de África, "que sempre se fez com a espada na mão", algo muito comum na época mesmo (e principalmente) no front árabe-asiático (islamico) da conquista da África Subsaariana e Saheliana pelos povos da Eurásia e Norte de África (mais avançados militarmente e melhor organizados).
Foi cunhado em ouro - espadim de ouro -, e prata - espadim de prata.